# Municipio Chicomuselo
Koordinaten: 15° 46′ N, 92° 16′ W
Chicomuselo ist ein Municipio im mittleren Süden des mexikanischen Bundesstaats Chiapas. Das Municipio hat etwa 31.500 Einwohner und eine Fläche von 999,9 km². Verwaltungssitz und größter Ort des Municipios ist das gleichnamige Chicomuselo.
Der Name Chicomuselo kommt aus dem Nahuatl und bedeutet ‚Ort der sieben Jaguare‘.

## Geographie
Das Municipio Chicomuselo liegt im mittleren Süden des mexikanischen Bundesstaats Chiapas auf Höhen zwischen 500 m und 2200 m. Es zählt zu 64 % zur physiographischen Provinz der Cordillera Centroamericana und zu 36 %  zur Sierra Madre de Chiapas und liegt gänzlich in der hydrologischen Region Grijalva-Usumacinta. Die Geologie des Municipios wird zu 33 % von schluffigem Sandstein bestimmt bei 28 % Kalkstein und 27 % Kalkstein-Sandstein; vorherrschende Bodentypen sind der Leptosol (28 %), Luvisol (22 %), Regosol (20 %) und Acrisol (12 %). Die Hälfte der Gemeindefläche ist bewaldet, 43 % dienen dem Ackerbau.
Das Municipio Chicomuselo grenzt an die Municipios La Concordia, Socoltenango, Frontera Comalapa, Bella Vista, Siltepec und Ángel Albino Corzo.

## Bevölkerung
Beim Zensus 2010 wurden im Municipio 31.515 Menschen in 6.753 Wohneinheiten gezählt. Davon wurden 184 Personen als Sprecher einer indigenen Sprache registriert. Knapp 18 Prozent der Bevölkerung waren Analphabeten. 9.597 Einwohner wurden als Erwerbspersonen registriert, wovon über 91 % Männer bzw. 5,8 % arbeitslos waren. Über 48 % der Bevölkerung lebten in extremer Armut.

## Orte
Das Municipio Chicomuselo umfasst 206 bewohnte localidades, von denen der Hauptort sowie Pablo L. Sidar vom INEGI als urban klassifiziert sind. Sechs der Orte wiesen beim Zensus 2010 eine Einwohnerzahl von über 1000 auf, 148 Orte hatten weniger als 100 Einwohner. Die größten Orte sind:
| Ort              | Einwohner |
| Chicomuselo      | 5938      |
| Pablo L. Sidar   | 3070      |
| Unión Buenavista | 1600      |
| Lázaro Cárdenas  | 1321      |
| Piedra Labrada   | 1115      |
| Nueva América    | 1057      |
| Grecia           | 0758      |